# 부고니아
《부고니아》(Bugonia)는 2025년 개봉 예정인 SF 코미디 영화이다. 요르고스 란티모스가 감독을 맡았으며, 장준환의 영화 《지구를 지켜라!》를 리메이크한 작품이다. 제82회(2025년) 베네치아 영화제 황금사자상 경쟁후보작이다.

## 줄거리
음모론에 사로잡힌 두 명의 주인공이 유명 제약 회사의  CEO를 행성 지구를 파괴하려는 외계인이라고 확신하고 납치한다.

## 출연
- 엠마 스톤 - 미셸 역
- 제시 플레먼스 - 테디 역
- 얼리시아 실버스톤  - 테디의 엄마 역

## 제작
2020년 장준환 감독의 영화 《지구를 지켜라!》의 영어 리메이크가 2020년 윌 트레이시가 각본을 맡고, 장준환 감독이 직접 리메이크를 연출하기로 했다. 프로듀서를 맡은 아리 애스터가 윌 트레이시에게 각본을 맡기고 주요 인물의 성별을 남자에서 여자로 바꾸는 결정에 중요한 역할을 했다고 보도되었다.
2024년 2월, 요르고스 란티모스가 장준환을 대신해 리메이크를 연출하고 엘리먼트 픽처스가 제작사로 합류한다고 보도되었다. 엠마 스톤이 이 출연하며, 이로써 란티모스와의 네 번째 협업이 이루어졌다. 제시 플레먼스 5월에 캐스트에 합류한다고 보도되었다. 10월에는 알리시아 실버스톤이 캐스트에 합류했다.

### 촬영
2024년 7월 영국 하이위컴에서 본 촬영이 시작되었다.

## 개봉
CJ ENM이 아시아 지역 배급권을 보유하며, 포커스 피처스가 그외 지역의 배급권을 구입했다.
2025년 11월 7일 미국과 캐나다에서 개봉될 예정이다.